# Миодраг Џудовић
Миодраг Џудовић (Плав, 6. септембар 1979) бивши је црногорски фудбалер који је играо на позицији центархалфа. Након играчке посветио се тренерској каријери.
Фудбалску каријеру је почео у родном Плаву где је наступао за Језеро. Највећи део каријере провео је у Спартаку из Наљчика. За репрезентацију Црне Горе одиграо је 26 утакмица и постигао један гол.
Током 2019. године био је привремени селектор репрезентације Црне Горе након смене Тумбаковића. У августу 2022. године постао је тренер Будућности.